# Голберн
Голберн (енгл. Goulburn) је град Аустралији у савезној држави Нови Јужни Велс. Према попису из 2006. у граду је живело 20.127 становника.

## Становништво
Према попису, у граду је 2006. живело 20.127 становника.
| 1991.  | 1996.  | 2001.  | 2006.  |
| ------ | ------ | ------ | ------ |
| 21,451 | 21,293 | 20,884 | 20,127 |